# Шоркистры (село)
Шорки́стры (чув. Энӗшпуҫ) — село Урмарского района Чувашской Республики. В рамках организации местного самоуправления входит с 2023 года в Урмарский муниципальный округ. До 2023 года — административный центр Шоркистринского сельского поселения. Население 900 человек (2015), преимущественно, чуваши.

## География
Расположено в северо-восточной части региона, в пределах Чувашского плато у истока реки Малый Аниш.
Рельеф представлен холмистым плато, в основном покрытый лиственными лесами, расчленённый многочисленными оврагами на ряд пологих увалов и отдельных возвышенностей. Длина оврагов изменяется от 100—200 м до 2—3,5 км, глубина — от 1 до 10 м. Вблизи села имеются месторождения кирпичных суглинков и глин. Месторождение эксплуатируется кооперативом «Шоркистринский». В лесах встречаются лоси, лисы, зайцы, волки, кабаны, а из промысловых птиц — очень редко рябчики, тетерева.

### Климат
В селе, как и во всём районе, климат умеренно континентальный с продолжительной холодной зимой и довольно тёплым сухим летом. Средняя температура января −13 °C; средняя температура июля 18,7 °C. За год выпадает в среднем 400 мм осадков, преимущественно в тёплый период. Территория относится к I агроклиматическому району Чувашии и характеризуется высокой теплообеспеченностью вегетационного периода: сумма температур выше +10˚С составляет здесь 2100—2200˚.

## История

### Административно-территориальная принадлежность
Входило село (с 2004 до 2023 гг.) в состав Шоркистринского сельского поселения муниципального района Урмарский район.
К 1 января 2023 года обе муниципальные единицы упраздняются и деревня входит в Урмарский муниципальный округ.

## Инфраструктура
В селе расположена Православная церковь Иоанна Богослова, построенная на средства прихожан в 1893—1898 годах. Пятиглавая, однопрестольная, деревянная на каменном фундаменте. Срублена из бруса, обшита тёсом, сохранила свой первоначальный вид.
Рядом с селом на берегу живописного озера в лесном массиве расположена база отдыха «Сапаскар».

### Шоркистринская средняя школа
12 января 1884 года в селе открыта мужская школа грамоты, которая помещалась на наемной квартире. 20 сентября 1897 года была открыта женская школа грамоты. С октября 1900 года школа становится церковно приходской. В 1923 году школа впервые обрела собственное помещение — старый поповский дом. В 1965 году состоялся 1-й выпуск средней школы. В 1976 году построено каменное 2-х этажное здание школы на 320 мест со спортзалом.
С 27 апреля 1985 года в школе работает музей Боевой Славы. Основателем музея — Криков Иван Васильевич. Фонд музея создан в ходе поисковой работы «Азимут» путём сбора материалов во время экскурсий и походов, установления связей с архивами и музеями, в результате пожертвований документов, старых газет и статей, фотографий, фронтовых писем и других реликвий ветеранами войны, участниками боевых действий в Афганистане, Чечне, их родственниками и близкими. С 15 июня 1997 года в школе работает краеведческий музей. Экспозиции регулярно пополняются учащимися, учителями и жителями деревни.

### Организации
На территории сёла действуют также следующие организации:
- кооператив «Шоркистринский» — выпускает строительные блоки, кирпич, также занимается выращиванием картофеля;
- филиал Урмарской детской школы искусств;
- библиотека;
- отделение связи;
- пожарное депо;
- офис семейного врача;
- Фельдшерско-акушерский пункт;
- магазины.
- сельский дом культуры

## Транспорт
Через село проходит автомобильная дорога Урмары-Шоркистры-Янтиково. В 2-х километрах севернее находится станция Шоркистры Горьковской железной дороги.